# Jasione corymbosa
Jasione corymbosa là loài thực vật có hoa trong họ Hoa chuông. Loài này được Poir. mô tả khoa học đầu tiên năm 1813.